# Punta Tombo
Punta Tombo – półwysep w Argentynie w prowincji Chubut, 110 km na południe od miasta Trelew. Znajduje się tam wielka kolonia pingwinów magellańskich.
Półwysep, długi na 3 km i szeroki na 600 m, jest pokryty piaskiem, gliną i żwirem. Pomiędzy wrześniem a kwietniem około pół miliona pingwinów przybywa w to miejsce w celu wylęgu swoich jaj. Jest to największa taka kolonia w Ameryce Południowej.
Rezerwat Reserva Provincial Punta Tombo o powierzchni 2,1 km² został utworzony w 1979 r. i jest jedną z głównych atrakcji turystycznych prowincji Chubut. Inne duże pobliskie kolonie to Bahía Camarones i Cabo Dos Bahías.